# Дмитровское (сельское поселение Шеметовское)
Дмитровское — деревня в Сергиево-Посадском районе Московской области, в составе муниципального образования Сельское поселение Шеметовское (до 29 ноября 2006 года входила в состав Ченцовского сельского округа).

## Население
| 2002 | 2006 | 2010 |
| ---- | ---- | ---- |
| 21   | ↘14  | ↗34  |

## География
Дмитровское расположено примерно в 25 км (по шоссе) на север от Сергиева Посада, на безымянном ручье бассейна реки Дубны, высота центра деревни над уровнем моря — 203 м.